# ランボルギーニ・P140
ランボルギーニ・P140は、イタリアの自動車メーカーであるランボルギーニが開発したコンセプトカーである。

## 歴史
1980年代後半、ランボルギーニはカウンタックとジャルパに次ぐニューモデルの開発を検討していた。同社のV型12気筒エンジンを搭載する次期フラッグシップモデル（ディアブロ）の開発はすでにスタートしていたが、それとは別の新しいモデルを開発するための計画が開始された。
デザインはランボルギーニと協力関係にあったマルチェロ・ガンディーニに再任され、ガンディーニがペンで描いた2ドアクーペにP140というコードネームが付けられ開発がスタートした。人間工学に基づいたダッシュボードや、アルミニウムの大胆な採用、パワーユニットはランボルギーニ初のV型10気筒エンジンが搭載された。
ミッドシップに搭載される4.0L V型10気筒エンジンは最高出力370PSを発生。トランスミッションは6速MTで、駆動方式は後輪駆動。0-100km/hは約5秒だった。
開発はクライスラーがランボルギーニの親会社であった1990年代まで継続された。しかし、1990年代に起こったガルフオイル危機によって高性能スポーツカーの販売数が減少したため、十分な顧客が集められず利益が見込めないと判断され、P140の開発は最終段階に到達していたにもかかわらず、白紙撤回された。
P140に搭載されたエンジンやトランスミッションなどは、1995年のジュネーブ・モーターショーで発表されたカラに搭載された。

## 製造
ランボルギーニにはP140が3台製造されたという記録が残されている。
最初に製造された個体はオレンジ色に塗装され、イタリアのナルド・サーキットで最高速度295km/h(183mph)を記録した。2番目に製造された個体は赤色に塗装され、エンジンを搭載しない展示用の車両であった。3番目は1991 - 1992年の間に製造された個体で、白色に塗装されていた。テスト走行中のクラッシュから修復された後、現在はイタリアのランボルギーニミュージアムに展示されている。

## 参照
- 発表前に開発中止になった21台の車 (前編)
- ランボルギーニ P140のガイド (英語版)